# Gelechia jakovlevi
Gelechia jakovlevi is een vlinder uit de familie tastermotten (Gelechiidae). De wetenschappelijke naam is voor het eerst geldig gepubliceerd in 1905 door Krulikovsky.
De soort komt voor in Europa.